# ВЕЦ „Кърджали“
Вижте пояснителната страница за други значения на Кърджали.
ВЕЦ „Кърджали“ е водноелектрическа централа в южна България, разположена в близост до Кърджали. Тя е част от първото стъпало на Каскада „Арда“, която е собственост на Националната електрическа компания.
Централата е надземна подязовирна и се захранва с водите на язовир „Кърджали“. Оборудвана е с 4 френсисови турбини с първоначален общ капацитет 106,4 MW, който е увеличен след рехабилитация през 2004 година до 110,4 MW. Първата турбинна група е монтирана през 1963 година, като по това време е най-мощната в България, но заради проблеми с язовирната стена пускането на централата в експлоатация се забавя до 1970 година.